# Morenilla
Morenilla település Spanyolországban, Guadalajara tartományban. Morenilla Anquela del Pedregal, Prados Redondos, Castellar de la Muela, Hombrados, El Pobo de Dueñas és Tordellego községekkel határos. Lakosainak száma 48 fő (2024).

## Népesség
A település népessége az utóbbi években az alábbiak szerint változott:
| Lakosok száma | 57   | 51   | 42   | 48   | 47   | 46   | 44   | 38   | 50   | 48   |
|               | 2001 | 2004 | 2006 | 2009 | 2011 | 2014 | 2016 | 2019 | 2021 | 2024 |